# Vẹt đuôi dài Malabar
Psittacula columboides là một loài chim trong họ Psittacidae.